# Boulevard de Clichy

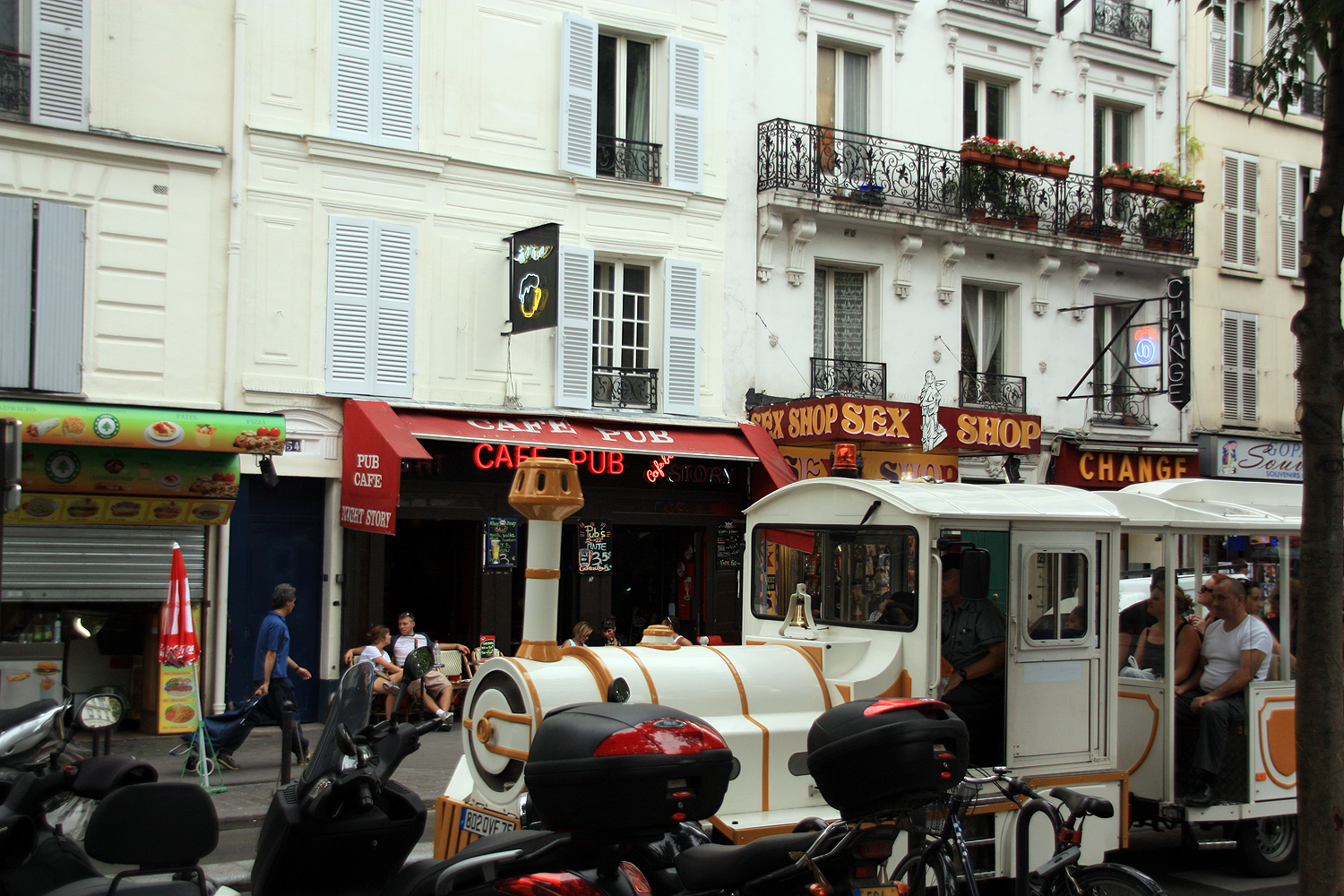
Treno turistico al Boulevard de Clichy

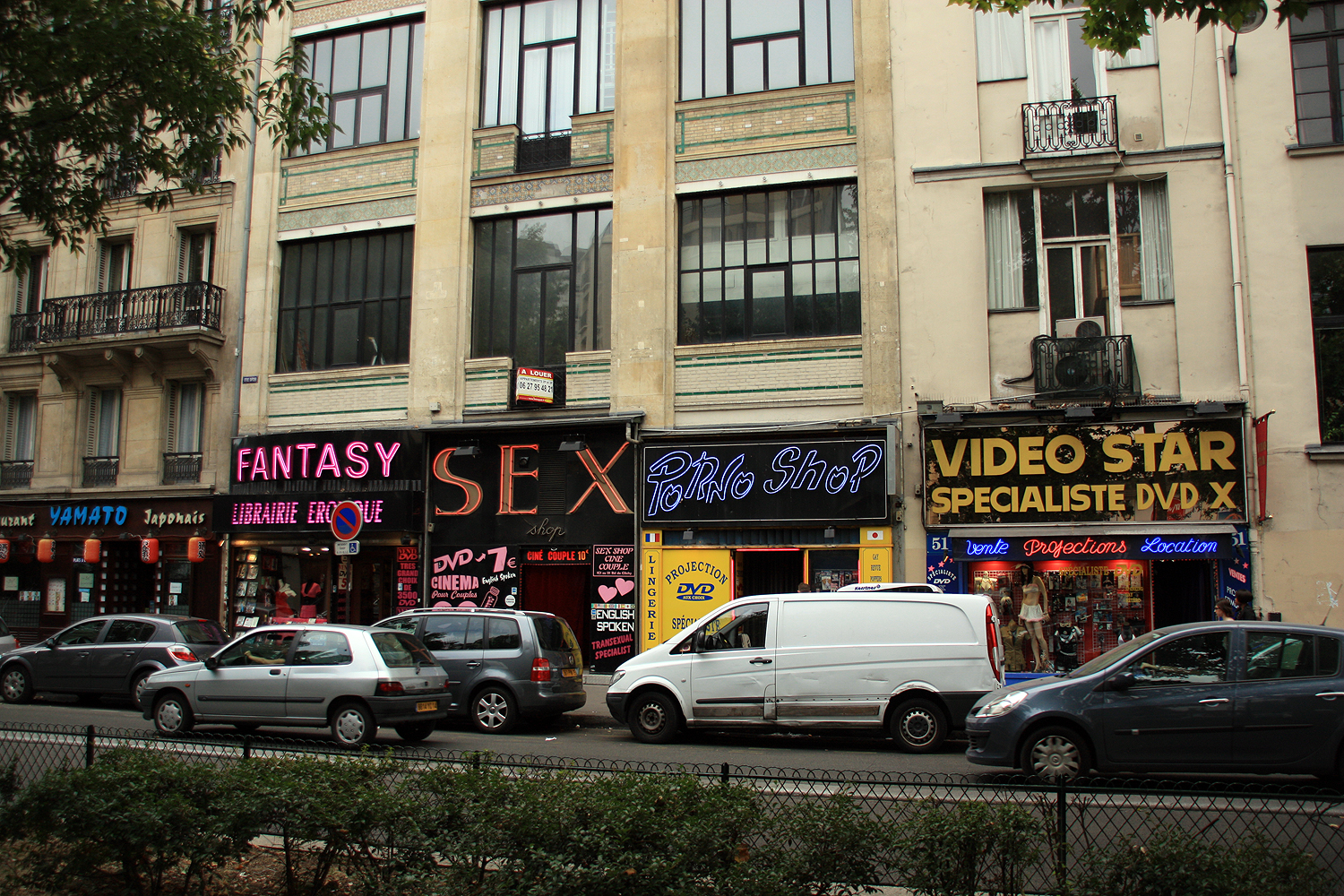
Boulevard de Clichy è famosa per i suoi sex shop.

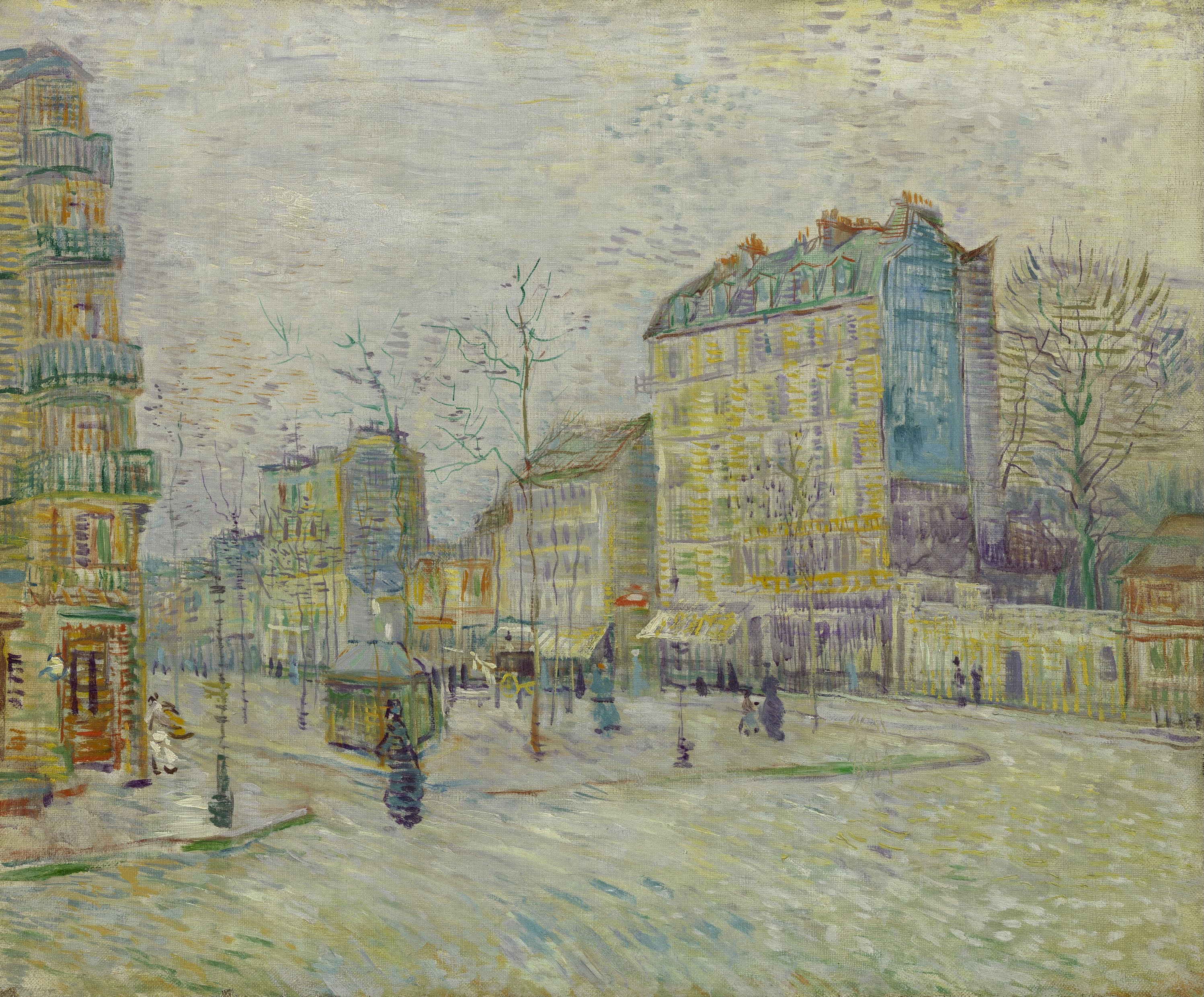
Boulevard de Clichy (1887) di Vincent van Gogh

Il boulevard de Clichy è uno dei boulevard di Parigi compreso fra il IX  e il XVIII arrondissement.
Esso ha origine a Place de Clichy e termina in Rue des Martyrs.

## Storia
Il boulevard deve il suo nome alla piazza da cui ha origine, Place de Clichy, e venne ricavato dalla fusione, nel 1864, di una serie di strade che scorrevano parallele alla Cinta daziaria di Parigi. La strada ricavata giunse ad estendersi da Place de Clichy sino a Rue des Martyrs, quasi un chilometro oltre. La strada divenne nota con diversi nomi, tra cui Boulevard des Martyrs, poi Boulevard Pigalle, ed infine Boulevard de Clichy.

## Strutture famose a Boulevard de Clichy
- No. 6, Boulevard de Clichy: il pittore Edgar Degas visse qui; morì al quinto piano di questa casa nel 1917, nel 83.
- No. 11: questa casa venne abitata da Théophile Delcassé, per molti anni ministro degli esteri di Francia, e la affittò ad alcuni artisti tra cui Pablo Picasso nel 1909.
- No. 12: questo era lo studio del pittore francese William Didier-Pouget, mentre al pied-à-terre, nel 1910, vi fu sede dello studio del pittore Francis Tattegrain.
- No. 18, Boulevard Pigalle: qui il pittore americano James Abbott McNeill Whistler realizzò il ritratto di  Joanna Hiffernan, dipinto noto come La Fille Blanche, nell'inverno del 1861–1862.
- No. 34: Cabaret du Néant
- No. 36: oggi sede della troupe della commedia libanese, il Théâtre de Dix-Heures ospitò Honoré Daumier, caricaturista e pittore, dal 1869 al 1873.
- No. 53 e No. 54: qui era il luogo dei vecchi cabaret Le Ciel e L'Enfer.
- No. 62: sito del Café du Tambourin, ristorante di proprietà di Agostina Segatori, associato a Vincent van Gogh e ad altri pittori.
- No. 65:  il pittore Jean-Léon Gérôme ebbe qui il suo studio, qui lavoro e qui morì nel 1904; successivamente divenne sede del lycée Jules Ferry.
- No. 68:  fu questa la seconda e ultima sede del noto locale Le Chat noir (Il Gatto Nero), che originariamente aveva aperto i battenti al n. 84 di Boulevard Rouchechouart.
- No. 72: Musée de l'Erotisme (Museo dell'Erotismo).
- No. 82: a partire dal 1889, questa è la sede del Moulin-Rouge, patria del Can-can. Il locale venne fondato da Joseph Oller.
- No. 100: oggi Théâtre des Deux Ânes, questa struttura ospitava un tempo il Cabaret des Truands.

## Stazioni della metropolitana
Il Boulevard de Cichy è situato nei pressi delle stazioni Place de Clichy, Blanche e Pigalle, ed è servito dalle linee ,  e .